# Обердорф-ам-Хохегг
Обердорф-ам-Хохег (нем. Oberdorf am Hochegg) — коммуна в Австрии, в федеральной земле Штирия. 
Входит в состав округа Фельдбах.  Население составляет 745 человек (на 31 декабря 2005 года). Занимает площадь 12,57 км².

## Политическая ситуация
Бургомистр коммуны — Рихард Вурцингер (СДПА) по результатам выборов 2005 года.
Совет представителей коммуны (нем. Gemeinderat) состоит из 9 мест.
- СДПА занимает 5 мест.
- АНП занимает 4 места.